# Dobra, Mureș
Dobra (în maghiară: Dobratanya) este un sat în comuna Papiu Ilarian din județul Mureș, Transilvania, România.